# Адамовский, Джозеф
Джозеф Адамовский (англ. Joseph Adamowski, первоначально Юзеф Адамовский, пол. Józef Adamowski; 4 июля 1862 года, Варшава — 8 мая 1930 года, Кембридж, штат Массачусетс) — американский виолончелист польского происхождения.
В 1873—1877 гг. учился в Варшавском институте музыки, затем совершенствовал своё мастерство в Московской консерватории у Вильгельма Фитценхагена, занимался также композицией под руководством П. И. Чайковского. В 1883—1889 гг. преподавал в России и Германии, вёл концертную деятельность в Варшаве, затем эмигрировал в США, последовав примеру брата, скрипача Тимотеуша Адамовского. Также обосновавшись в Бостоне, играл в Бостонском симфоническом оркестре. В 1890 г. присоединился к брату в составе струнного квартета Адамовских, завоевавшего определённую известность; ансамблю, в частности, посвятил свой пятый струнный квартет Джордж Уайтфилд Чедуик. В 1896 г. женился на пианистке Антонине Шумовской, в том же году сформировалось семейное фортепианное трио Адамовских, выступавшее до 1914 г. В дальнейшем возглавлял отделение виолончели в Консерватории Новой Англии. Редактировал издание фортепианного трио Op. 99 Франца Шуберта для издательства Ширмера.
Дети Адамовского — хоккеист Тадеуш Адамовский и общественный деятель Хеленка Панталеони. Его правнучка — американская актриса Теа Леони.